# Rudolf Klimmer
Né en 1905 à Dresde, Rudolf Klimmer est un médecin et sexologue allemand ayant joué un rôle important dans la dépénalisation de l'homosexualité en RDA. Il meurt en 1977 à Wuppertal.

## Biographie

### Avant 1945
Rudolf Klimmer est le fils du professeur et vétérinaire Martin Klimmer (de), qui part au combat pendant la Première Guerre mondiale. Il passe son baccalauréat (Abitur) en 1925 au lycée Annen de Dresde, avant d'étudier la médecine à l'université de Leipzig. 
En 1926, il adhère au KPD et rompt avec le foyer familial. En 1930, il obtient son doctorat avec une thèse sur l'évaluation médico-légale des crimes moraux commis sur des enfants (Gerichtsärztliche Beurteilung der Sittlichkeitsverbrechen an Kindern). Il suit ensuite une formation de neurologue, mais est licencié en 1933 à la suite de l'arrivée des nationaux-socialistes au pouvoir. Ce renvoi l'amène à travailler un an comme médecin de bord pour la ligne Hambourg-Amérique. 
De retour en Allemagne, il poursuit sa formation de médecin spécialiste. Il obtient un poste de médecin assistant non rémunéré à la clinique psychiatrique universitaire de Halle avant de devenir médecin assistant à l'hôpital municipal de Dresde-Löbtau.
Il passe l'examen de spécialisation en 1935 et pense à se réinscrire comme médecin de bord. Il y renonce cependant pour rester avec son amant et compagnon Karl Hausmann. 
Il travaille alors à partir de 1936 comme médecin-chef aux établissements psychiatriques de Bethel, près de Bielefeld. 
Durant la période nationale-socialiste, il est à deux reprises condamné par la justice nazie pour infraction au paragraphe 175. Ce paragraphe introduit aux tout débuts du Second Empire (1871–1914) est depuis le principal outil juridique de répression de l'homosexualité masculine. En plus de deux peines de prison en 1938 et 1940, il est interdit d'exercer sa profession et exclu pour cinq ans « de toute autre activité de traitement dans l'assistance publique ». De 1941 à 1945, il travaille alors dans la recherche médicale à la Schering AG.

### Après 1945
À la chute du régime en 1945, il ouvre un cabinet de neurologue à Dresde-Löbtau, dans la future Allemagne de l'Est, avant de devenir médecin-chef du service des maladies nerveuses de la polyclinique locale quelques années plus tard. 
Klimmer décide de s'engager activement dans la construction de la RDA et devint membre du SED. En 1947, il dépose à ce titre une demande de suppression du paragraphe 175 auprès de la direction du SED de Saxe. Le comité central du SED à Berlin rejette cependant cette première démarche. 
En 1953, il proposa un débat d'experts sur l'homosexualité et l'année suivant demande à Walter Ulbricht, alors président du Conseil d'Etat de RDA, de se pencher sur la question. Encore une fois, la demande reste sans réponse contrète. Klimmer n'obtient pas non plus l'autorisation d'imprimer son livre Die Homosexualität als biologisch-soziologische Zeitfrage, qu'il publie finalement à Hambourg, en RFA. Grâce à son travail inlassable, plus aucune condamnation n'est prononcée à l'Est au titre du paragraphe 175 après 1957.  
Durant toutes ces années de lutte politique, il s'appuie entre autres sur les travaux de l'écrivain Ludwig Renn et collabore avec le sexologue Kurt Freund pour aboutir à la dépénalisation totale de l'homosexualité. Si sa lettre de 1959 à Kurt Hager, « l'idéologue en chef » du SED reste sans succès, il parvient à la suite de pressions constantes à faire réformer le paragraphe 175 en 1968. 
Rudolf Klimmer meurt une dizaines d'années plus tard à Wuppertal, chez des proches d'Allemagne de l'Ouest.